# 양원석
양원석(梁元鍚, 일본명 야나가와 지로(柳川次郎), 1923년 ~ 1991년 12월 12일)은 재일한국인으로 일본 폭력단 야마구치구미 3대 조장 때 산하 조직인 '야나가와구미'의 초대 조장이었다. 

## 생애
부산에서 태어났다. 1930년 가족과 함께 도일, 오사카부에 살았다. 여기서 나중에 야나가와구미의 2대 조장이 되는 재일한국인 강동화(康東華, 일본명 다니가와 고타로(谷川康太郎)와 알게 됐다. 1941년 강제동원 형태로 오이타현 군수공장 부근으로 가족이 이주했다. 1945년 해방 후 가족은 귀국했지만, 양원석은 출국 직전에 싸움에 휘말려 체포된 탓에 혼자서 일본에 남게 됐다. 이후 어둠의 세계로 흘러들어갔다. 1958년 '사카우메구미'(酒梅組) 계열의 '기토구미'(鬼頭組, 조직원 100명)에 단 8명이 쳐들어간 일로 유명세를 떨쳤다. 이 일로 9개월간 복역한 뒤 같은해 11월에 야나가와구미를 창설했다. 1959년부터 야마구치구미와 연결됐다. 야마구치구미가 전국 조직으로 성장할 때 중요한 역할을 했다. 전성기 야나가아구미는 조직원이 약 2천명에 이르렀다. 경찰의 집중 단속을 받고 1969년 야나가와구미를 해산했다. 이후 이름을 다카시(魏志)로 바꾸고 '아시아민족동맹'(亜細亜民族同盟)을 설립했다. 일본 IBF 설립에 관여, 커미셔너로 일하기도 했다. 1988년 미야기현 민단 지부장이 됐다. 전두환 정권 시절 한국 정부로부터 보국훈장 광복장을 받았다. 한국 보안사의 일본 내 파이프 역할을 했다는 소리도 있다. 최영의와도 친분이 있었다. 1991년 오사카에서 사망했다. 